# Austin Powers

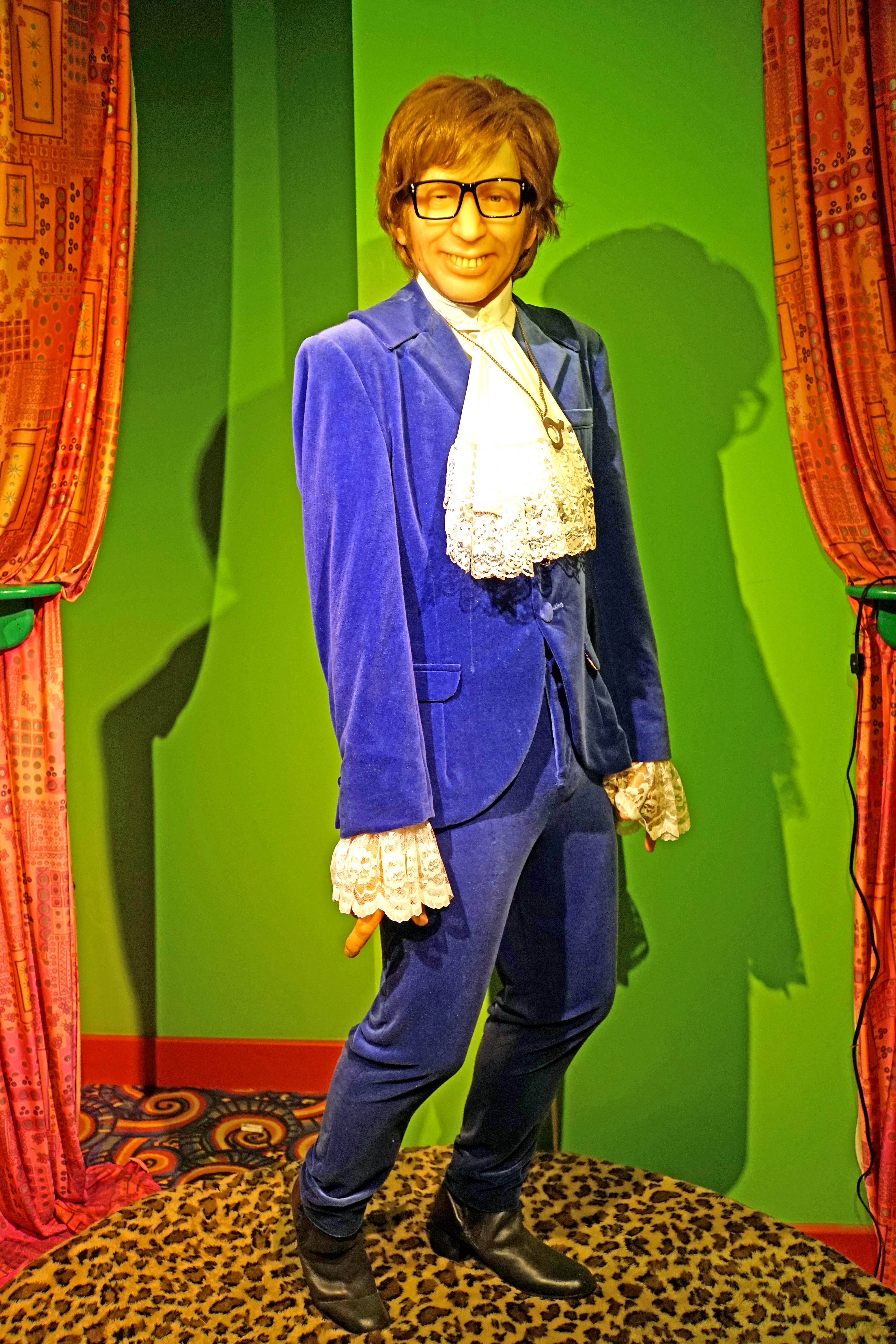
Darstellung der fiktiven Figur Austin Powers

Austin Powers ist die namengebende Hauptfigur einer satirischen, die James-Bond-Filme parodierenden Filmtrilogie bestehend aus:
- Austin Powers – Das Schärfste, was Ihre Majestät zu bieten hat (1997, Originaltitel: Austin Powers: International Man of Mystery)
- Austin Powers – Spion in geheimer Missionarsstellung (1999, Originaltitel: Austin Powers: The Spy Who Shagged Me)
- Austin Powers in Goldständer (2002, Originaltitel: Austin Powers in Goldmember).

Regie führte Jay Roach, Produzent und Drehbuchautor war Mike Myers, der überdies die Rolle sowohl des Austin Powers als auch die seines Gegenspielers Dr. Evil übernahm. Die Reihe erschien im Verleih von New Line Cinema. Über einen vierten Austin-Powers-Teil gab es jahrelang Gerüchte, das Projekt konkretisierte sich jedoch nicht.
Neben den Filmen wurden eine Reihe von Computerspielen um die Figur des Austin Powers veröffentlicht:
- Austin Powers: Oh, Behave! (Game Boy Color, 2000)
- Austin Powers: Welcome to My Underground Lair! (Game Boy Color, 2000)
- Austin Powers in Operation Trivia (PC and Macintosh, beide 1999)
- Austin Powers Pinball (PlayStation, 2002 und PC, 2003)

Zusätzlich wurden ein Kartenspiel (Austin Powers Collectible Card Game, Decipher Inc., 1999) und ein Flipperautomaten-Modell (Austin Powers, Stern Pinball, 2001) hergestellt.